# Jakub Moroz
Jakub Moroz (ur. 1985) – polski dziennikarz i teatrolog, dyrektor festiwalu Kresy Bezkresy w Tykocinie.

## Kariera
Uczęszczał do III Liceum Ogólnokształcącego im. Krzysztofa Kamila Baczyńskiego w Białymstoku, następnie studiował na Uniwersytecie Jagiellońskim w Krakowie.
Pracował w TV Republika oraz był związany m.in. z „Pressjami” i „Frondą Lux”. Na antenie TVP Kultura prowadził wraz z Krzysztofem Kłopotowskim programy: Tanie dranie oraz Dranie w kinie a na antenie Polskiego Radia 24 - audycję Rozpruwacz kulturalny. W latach 2016-2019 był zastępcą dyrektora TVP Kultura. W 2022 nominowany wraz z Mateuszem Wernerem do Nagrody im. Jacka Maziarskiego za program telewizyjny Sądy przesądy – rozróby u Kuby.

## Wybrane artykuły
- Chwała pięknu oraz brzydocie! Chwała Panu!. „Fronda”. 68 (2013). s. 48-57.
- Gejowskie repertuary. „Rzeczpospolita”. 7 (2015). s. 6-7.
- Głosy współbrzmiące. „Didaskalia: gazeta teatralna”. 91 (2009). s. 60-63.
- Makbet w Białym Domu. Wokół serialu House of Cards. „Rzeczpospolita”. 25 (2015). s. 16-17.